# جانت دوبوآ
جانت دوبوآ (به انگلیسی: Ja'net Dubois) (زاده ۵ اوت ۱۹۴۵) بازیگر و خواننده آمریکایی است.
از فیلم‌های معروف او می‌توان به بازی در فیلم شرایط ویژه قلبی اشاره کرد.